# Bradysia vagans
Bradysia vagans is een muggensoort uit de familie van de rouwmuggen (Sciaridae). De wetenschappelijke naam van de soort is voor het eerst geldig gepubliceerd in 1868 door Winnertz.